# José María Aventín
José María Aventín Llanas (Huesca, 1898 – Madrid, 1984) fue un escultor español. 

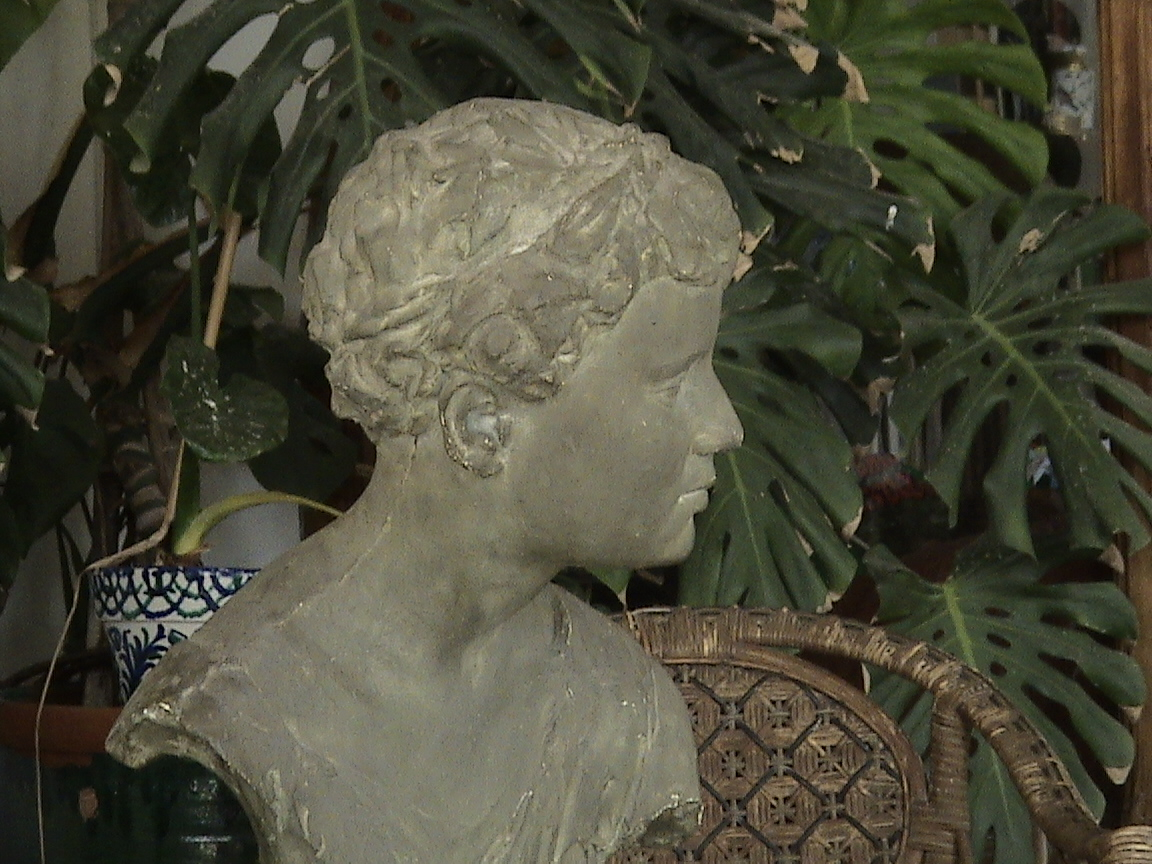
Busto de la bailarina Marisa Landete realizado en Madrid, 1936

## Biografía
Hijo de carpintero y de maestra, en Huesca recibió clases de dibujo en el Círculo Católico y en la academia de Ramón Acín Aquilué, por quien sería retratado al óleo en 1928 y a quien le uniría una gran amistad. Padecía una sordera que le produjo una cierta introversión. En la calle San Orencio de esta ciudad abre un taller de ebanistería, introduciéndose en 1930 en la escultura. Se inició públicamente con una serie de bustos de personas conocidas entre familiares y amigos que en número de veintiuno presentó en 1931 en el Círculo Oscense, exposición que repetiría en el Círculo Mercantil de Zaragora. De entre los retratos realizados en esta época destaca el busto en bronce de Ramón Acín que se conserva en el Museo de Huesca.
Becado por la Diputación Provincial de Huesca, realiza estudios de escultura en la Escuela de Bellas Artes de San Fernando de Madrid, frecuentando tertulias como la del café Gijón, el Pombo, el María Cristina o el café de Recoletos.
Instalado en la capital de España, en la década de los años treinta trabajó en un estudio cedido por la madre del también oscense Julio Alejandro en los bajos del patio interior del edificio de la calle Lista, 22. Allí recibe importantes encargos de ejecución de retratos escultóricos de diferentes personalidades de la escena política de la II República Española; principalmente, el de su primer Presidente del Consejo de Ministros, Manuel Azaña, el del fiscal de la República, José Vallés, o el del Ministro de Hacienda, Agustín Viñuales Pardo (estos dos últimos oscenses). También realizó retratos de diversas personalidades como los de su prestigioso paisano Carlos Cardedera, el potentado cubano César Carvajal, el torero Domingo Ortega, la bailarina Marisa Landete o el barman Perico Chicote.
De principios de los años cincuenta data el doble retrato realizado a sus padres, los cuales fallecerían al poco tiempo. Entre los años 1966 y 1970 vivió de nuevo en Huesca, ya con la salud deteriorada, instalado en la torre de la Iglesia de Santo Domingo. Durante este periodo realizó los bustos de paisanos como los de Pilar Ruspira, Conchita Coarasa, Manuel Garbayo o Martínez Albornoz. En 1967 recibió el encargo municipal de realizar un medallón con el retrato en relieve de Walt Disney que se puede apreciar en el Parque Miguel Servet junto a la Casita de Blancanieves. De nuevo en Madrid, y tras unos años de inactividad artística, falleció en 1984.